# 呉市総合スポーツセンター
呉市総合スポーツセンター（くれしそうごうスポーツセンター）は、かつて広島県呉市郷原にあった運動公園。通称郷原グラウンド。
2025年から敷地すべてディスコ所有となる。

## 沿革
1989年、マツダの福利厚生施設「マツダ健保スポーツセンター」として開場する。マツダサッカー部の公式戦会場などにも用いられ、1993年からJリーグ・サンフレッチェ広島のメイン練習場として、1998年に吉田サッカー公園ができるまで使用されていた。
1996年ひろしま国体では多目的グラウンドでアーチェリー競技が行われた。
2005年3月に呉市が買い取り、「呉市総合スポーツセンター」の名に変わる。2011年に陸上競技場の改修を行い、第4種公認から第3種公認（ただし収容人員は2,000人分）クラスまで拡張、観客スタンド席が増築された。
2019年、呉市はネーミングライツを募集、郷原に工場を持つミツトヨと契約し2024年3月31日までの5年間「ミツトヨ スポーツパーク郷原」呼称とすることになった。
2022年、呉市は敷地を産業用地に転換するべく売却を表明した。理由としては以下の通り。
- 同施設は開所から30年以上経過しており、今後利用していくには施設を更新する必要があった。また公共交通機関を利用してアクセスするには困難な場所にあった[5]。
- 周辺には郷原工業団地・桑畑工業団地・長谷工業団地・苗代工業団地があり、このあたりは市内有数の産業地域となるよう企業誘致を勧めてきた場所であった。そのためこの地を産業用地に転換することは容易であった[5]。
- 2023年日新製鋼呉製鉄所が停止決定しており、新たな雇用を生み出す必要があった[5]。

2023年、呉市は同市で創業したディスコと売買契約を結んだ。契約額は約25億円。2025年4月1日付でディスコ所有となる。あわせて呉市はディスコから施設を一定期間借り受ける使用貸借契約を結び、その間に代替施設の整備を行う。
- 陸上競技場 : 2028年まで、代替として入船山公園多目的広場を整備[7]
- 多目的グラウンド（サッカー等） : 2025年まで、代替として広多賀谷緑地内に整備[7]
- 野球場 : 2025年まで、代替として広多賀谷緑地内に整備[7]
- テニスコート : 2029年まで、代替として呉市野外活動センター内に整備[7]
- 弓道場 : 2029年まで、代替として呉市野外活動センター内に整備[7]
- 多目的広場（ソフトボール等） : 2026年まで、代替として虹村公園に整備[7]

## 施設概要

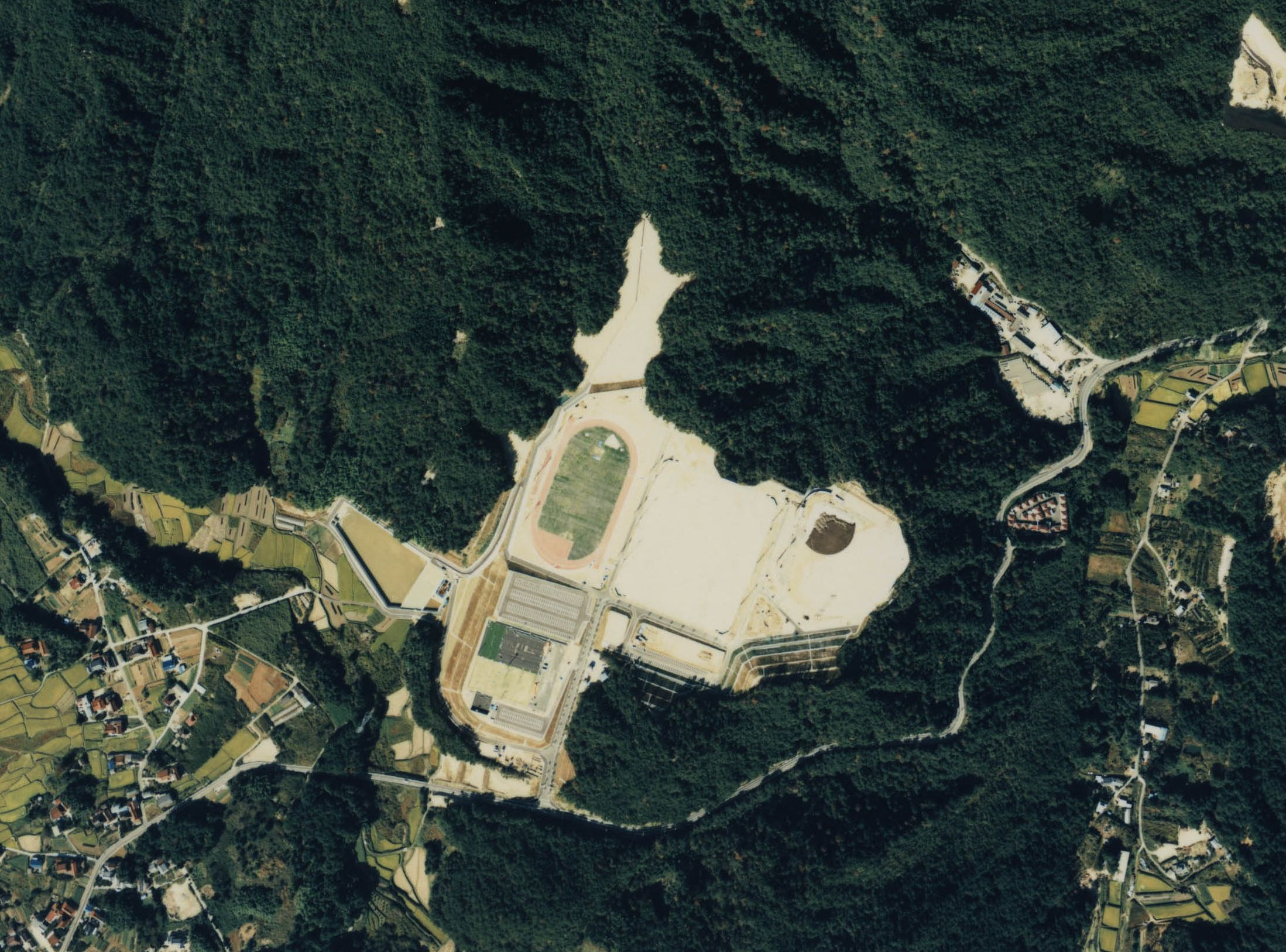
1988年

### 陸上競技場
- 日本陸上競技連盟第3種公認[1]
- トラック：400m×8レーン、全天候舗装[1]
- フィールド：106m×68m、天然芝[1]
- 収容人員：固定席958人、芝生席1,000人[1]
- 夜間照明[1]

### 多目的グラウンド
- 166m×136m（サッカーグラウンド（天然芝）：1面、ソフトボール場（クレー）：4面、軟式野球（クレー）：2面）[1]

### 野球場
- 内外野：土[1]
- 両翼：98m、中堅：123m[1]
- スコアボード[1]
- 収容人数：不明、芝生席[1]
- 夜間照明[1]

### テニスコート
- 全天候10面[1]
- 練習コート半面
- 夜間照明[1]

### 弓道場
- 近的：6射場（28m）[1]
- 遠的：3射場（60m）[1]

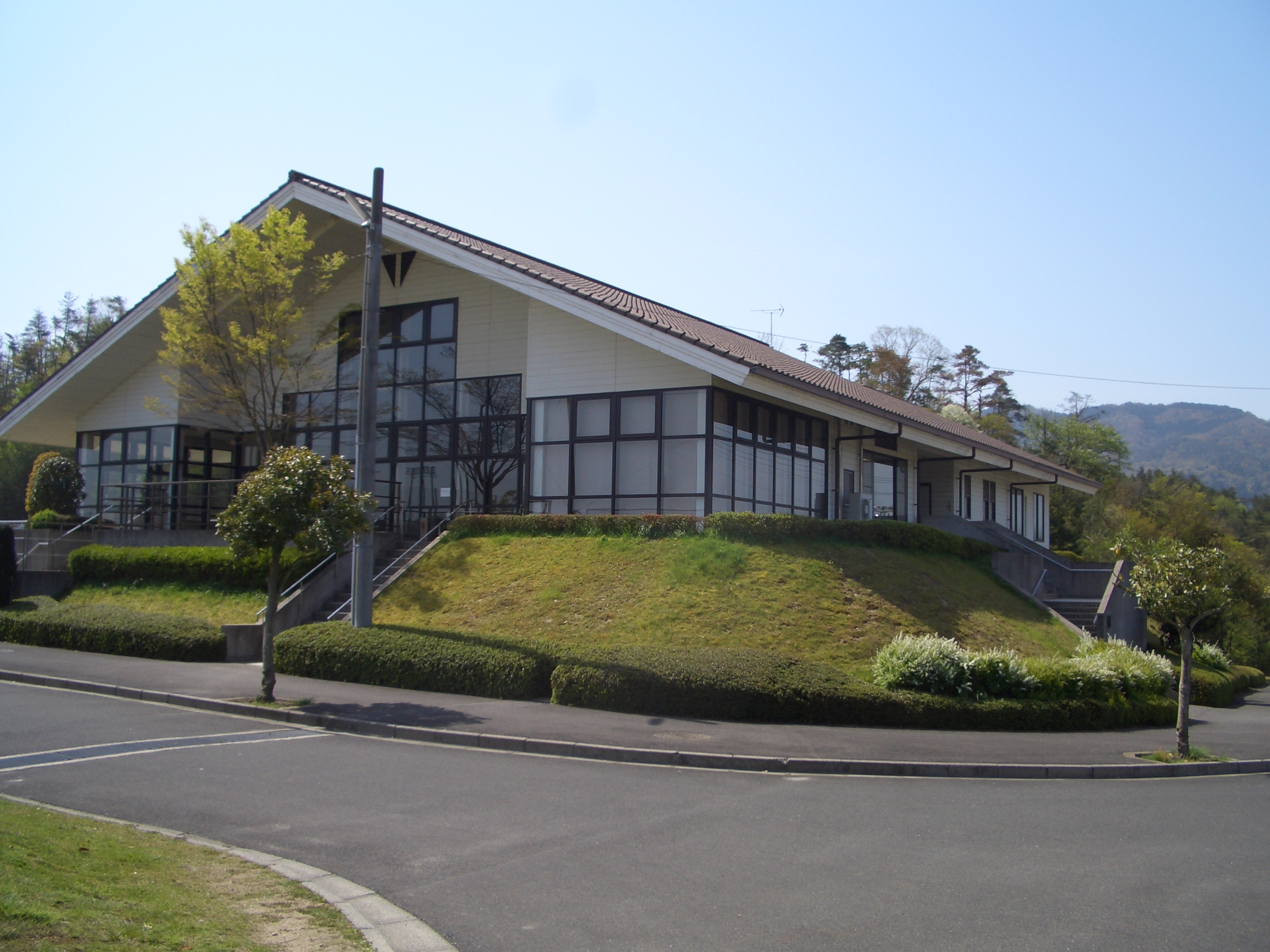
クラブハウス（2005年）
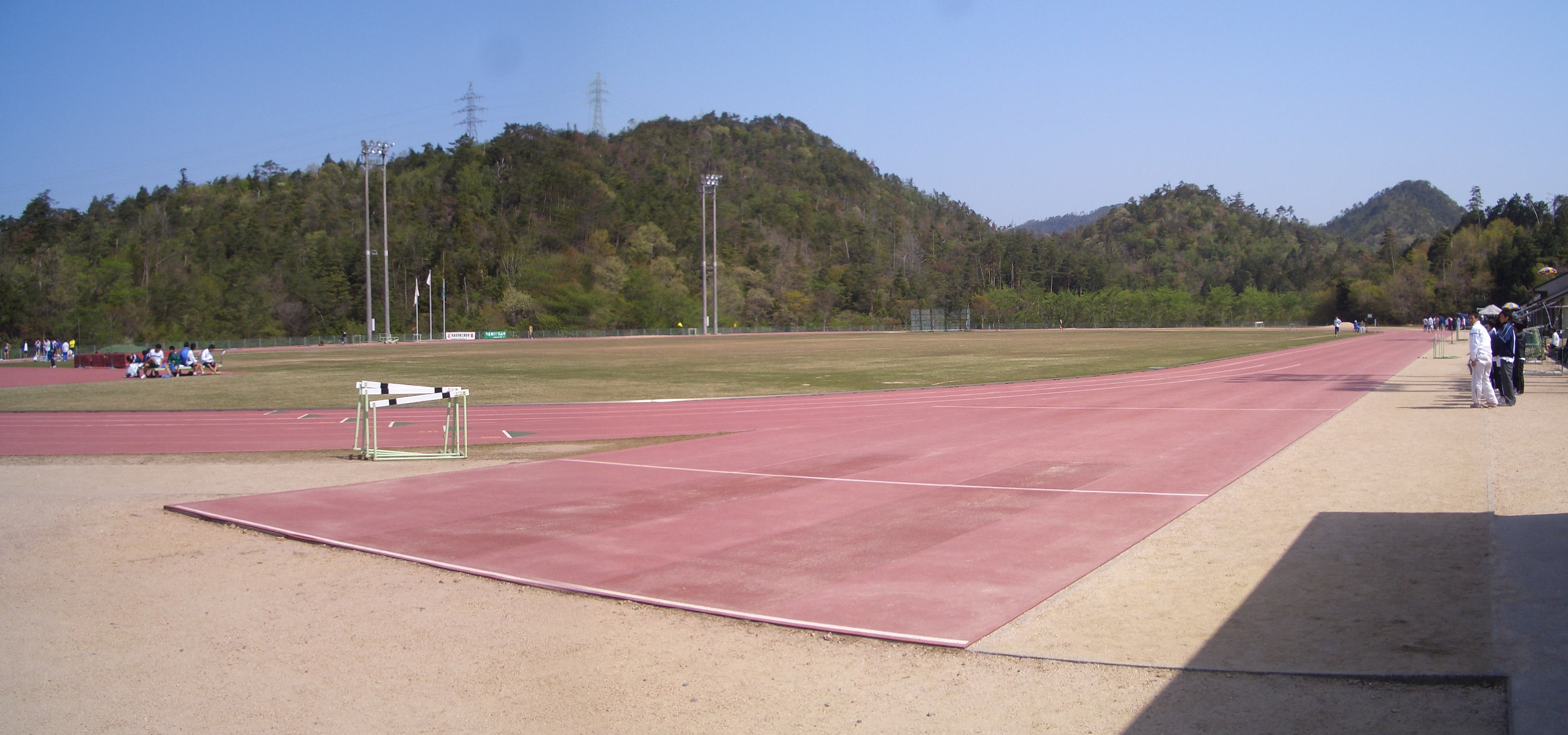
陸上競技場（2005年）
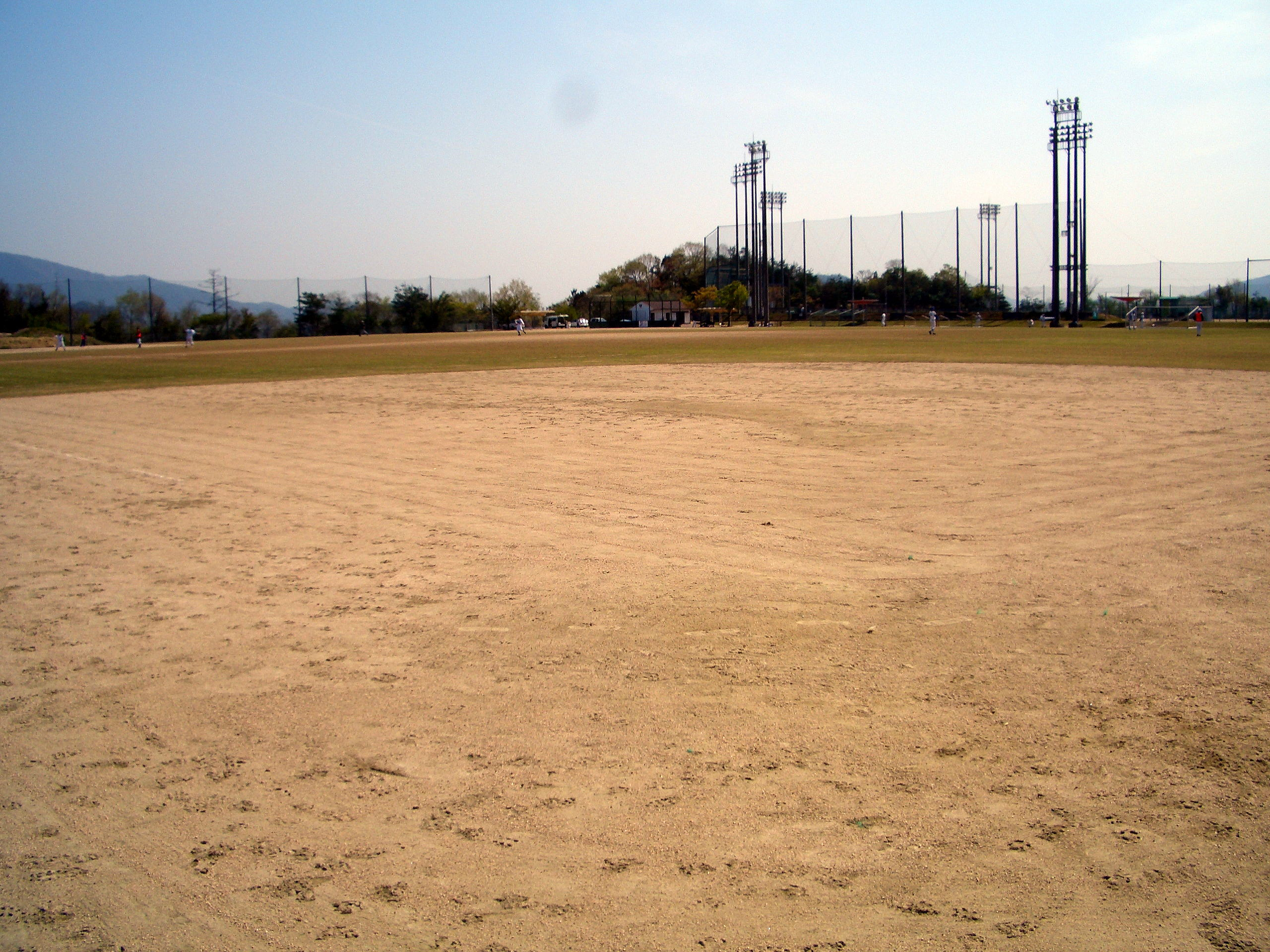
野球場（2005年）